# Хајнрих Брант
Хајнрих Брант (Бреквед, 27. август 1908) СС капетан немачке војске у Другом светском рату, оснивач и први командант концентрационог логора Црвени крст у Нишу, одговоран за масовне злочине у Нишу и злочине према припадницима четничког покрета Драже Михаиловића. После рата иследник у полицији у Салцбургу.

## Живот и каријера
Хајнрих Брант, рођен је 27. августа 1908. године у Брекведу (Немачка). По избијању Другог светског рата у чину СС капетана Немачке окупационе војске у поробљеној Југославији и Недићевој Србији обављао је дужност првог шефа нишког Гестапоа и официра за везу са главним станом у Београду. Био је оснивача и први команданта нишког концентрационог логора Црвени крст.
Нешто касније, током рата, обављао је у Београду, дужност шефа одсека за борбу против четничког покрета Драже Михаиловића (IV A 3 – Одељење Гестапоа у Београду за борбу против четничког покрета Драже Михаиловића (одсек Д. М)).
После рата, вратио се у Немачку. Да би потом обављао дужност иследник у полицији у Салцбургу.

## Дело
Хајнрих Брант је директно је одговоран за масовне злочине у логору Црвени крст у Нишу и злочине према припадницима Четничког покрета Драже Михаиловића у окупираној Србији (1941–1944).
После Другог светског рата није изручен југословенским властима, тако да није кажњен за злочиначка дела нанета Србима Јеврејима и Ромима у Србији.